# Крок-месье
Крок-месье (фр. croque-monsieur) — французский сэндвич, закрытый горячий бутерброд с ветчиной и сыром (эмменталь, конте и др.). Популярная закуска в кафе и барах Франции. Готовился традиционно на дровяной плите, в угольной печи или даже камине — для приготовления использовалось специальное приспособление с длинной ручкой фр. fer à croque-monsieur. Позднее крок-месье готовился на гриле, на сковороде или в духовке, а с 1970-х — 1980-х годов — в специальной электрической печи.
Крок-месье может подаваться с маслом или свежими сливками. Крок-месье, дополненный яичницей-глазуньей из одного яйца или яйцом пашот, называется «крок-мадам».

## История
Впервые крок-месье появился в 1910 году в меню парижского кафе, располагавшегося рядом с Парижской оперой на бульваре Капуцинок. Посетители оперы заходили в кафе Мишеля Лунарка, чтобы перекусить в ожидании омнибуса. Лунарка придумал более удобный вариант сэндвича, заменив багет тостами.

Неясно происхождение наименования закуски. Распространена версия, согласно которой владелец бистро Мишель Лунарка, у которого интересовались рецептом закуски, пошутил, что мясо в сэндвиче было человеческим. Возможно название образовалось от французского глагола croquer (хрустеть), и обращения «месье». В 1918 году крок-месье был упомянут в книге Марселя Пруста «Под сенью девушек в цвету»: 
«Or, en sortant du concert, comme, en reprenant le chemin qui va vers l’hôtel, nous nous étions arrêtés un instant sur la digue, ma grand-mère et moi, pour échanger quelques mots avec madame de Villeparisis qui nous annonçait qu’elle avait commandé pour nous à l’hôtel des croque-monsieur et des œufs à la crème.»

Однако известно, что рецепт сэндвича был известен до того, как появился в меню ресторанов. Так, он был опубликован в 1891 году в La Revue Athlétique: 
«Il est tard et nous avons grand faim. Que faire pour le déjeuner ? Le jambon devient monotone à la longue. Le Diplomate qui est un peu gourmand, en quoi il ressemble à Talleyrand, a une idée. „Faisons des croque-monsieur“. Vite le pain à toast, le beurre, le fromage de gruyère, le jambon, un peu de poivre de Cayenne et à l'œuvre. L’un coupe, l’autre beurre, le troisième réunit le tout en sandwichs que Vincent fait sauter dans la poêle. Ils sont exquis, les croque-monsieur, un peu gros peut-être, faits pour des mâchoires de géants, mais qu’importe. On en mange, on y revient, on s’extasie.»

(«Уже поздно, и мы очень голодны. Что сделать на обед? Ветчина со временем становится однообразной. У Дипломата, который немного гурман, этим он похож на Талейрана, есть идея. „Давайте сделаем крок-месье“. Быстро берется хлеб для тостов, масло, сыр грюйер, ветчина, немного кайенского перца и за работу. Один режет, другой намазывает масло, третий объединяет все это в сэндвичи, которые Венсан обжаривает на сковороде. Они изысканные, эти крок-месье, может быть, немного слишком толстые, для челюстей гигантов, но это не имеет значения. Мы их едим, мы возвращаемся к ним, мы наслаждаемся ими.»)
На заседании Французской академии, где обсуждалось определение «croque-monsieur» для её Словаря в 1966 году, было принято следующее описание: «Блюдо, состоящее из двух ломтиков бутербродного хлеба, между которыми мы кладем ветчину, покрытую сыром, и которые мы помещаем в духовку».
Бутерброд традиционно подаётся в пивных барах.

## Приготовление
Для приготовления крок-месье используются поджаренный мякишевый хлеб, ветчина и сыр (как правило, эмменталь или грюйер). Из указанных ингредиентов формируются сэндвичи и готовятся на гриле, в сковороде или в духовке. Готовится до тех пор, пока сыр не расплавится и не образует корочку. Блюдо подается горячим.

## Виды
Крок-месье, обжаренный в яичном кляре, называется «сэндвичем Монте-Кристо». Вариант крок-месье со слегка поджаренным яйцом (или яйцом пашот), которым сэндвич накрывается сверху, известен как крок-мадам — в некоторых районах Нормандии он известен как croque-à-cheval. Некоторые кулинарные издания (The New York Times Cooking и Food Network) объясняют это название тем, что увенчанный яичницей тост напоминает старомодную женскую шляпку. Согласно словарю Petit Robert, название появилось в 1960 году. Вариант сэндвича, называемый croque-mademoiselle, представляет собой более легкую вегетарианскую версию: тост сделан из того же хлеба, но с обычным плавящимся сыром, с чесноком, огурцом и салатом.